# Henrik Gabriel Porthan
Henrik Gabriel Porthan (8Henrik Gabriel Porthan (Viitasaari, 8 de novembro de 1739 — Turku, 16 de março de 1804 foi um professor e reitor da Academia Real de Turku, Finlândia. Ele era um estudioso às vezes conhecido como O Pai da História Finlandesa. O legado de Porthan influenciou muito a ascensão da cultura nacional e do romantismo do início do século 19.

## Biografia
Ele nasceu em Viitasaari em Tavastland, Finlândia. Seus pais eram Sigfrid Porthan e Kristina Juslenius. Seu pai era um vigário que ficou mentalmente doente em 1744. Ele foi criado por seu tio Gustavo Juslenius (1702-1774), que era o vigário de Kronoby no condado de Ostrobothnia. Em 1754, aos 15 anos, Porthan ingressou na Academia Real de Turku (atual Universidade de Helsinque). Ele foi aluno do professor Daniel Juslenius (1676-1752), que mais tarde serviu como bispo da diocese de Borgå.
Porthan recebeu seu mestrado em filosofia em 1760. Em 1762, tornou-se professor associado. Ele foi professor de 1777 a 1804 e serviu como reitor de 1786 a 1787 e de 1798 a 1799.
Ele se tornou um fennófilo e trouxe a escrita da história finlandesa, o estudo da mitologia e da poesia popular e outras ciências humanísticas a um nível internacional. Seu De Poësi Fennica (publicado em cinco partes 1776-78), um estudo sobre a poesia folclórica finlandesa, teve grande importância em despertar o interesse público na poesia do Kalevala e na mitologia finlandesa, e o estudo também foi a base de todos os estudos posteriores da poesia.
Ele estava entre os fundadores da Aurora Society, que defendia as atividades literárias finlandesas, e foi o editor do primeiro jornal finlandês, Tidningar ugifne af et sällskap i Åbo, fundado em 1771. Ele instruiu Kristian Erik Lencqvist (1761-1808), cuja dissertação de 1782 De superstitione veterum Fennorum theoretica et practica foi um estudo seminal dos costumes finlandeses históricos.
Porthan também foi instrutor do poeta Frans Mikael Franzén (1772-1847) e também inspirou a geração seguinte de autores, poetas e pesquisadores finlandeses, muitos dos quais estavam entre os fundadores da Sociedade de Literatura Finlandesa em 1831.
O edifício Porthania da Universidade de Helsinque recebeu o nome de Porthan.

## Edições
A edição principal das obras de Porthan continua sendo Opera selecta. Skrifter i urval, ed. por Sven Gabriel Elmgren e Josef August Schauman, 5 vols (Helsingfors: Finska Litteratur-Sällskapets tryckeri, 1859–73). As digitalizações das publicações originais estão agora disponíveis via http://www.doria.fi.